# Karl Ludwig Friedrich von Hinckeldey
Karl Ludwig Friedrich von Hinckeldey (né le 1er septembre 1805 au château de Sinnershausen près de Wasungen, Saxe-Meiningen et mort le 10 mars 1856 à Charlottenbourg ; abattu en duel) est directeur général de la police à Berlin sous Frédéric-Guillaume IV. Il joue un rôle clé dans l'élaboration des actions contre les démocrates à l'ère réactionnaire.

## Origine
La famille Hinckeldey reçoit la noblesse impériale par l'intermédiaire de son grand-père Heinrich Hieronimus Hinckeldey (1720-1805) en 1754. Ses parents sont Karl von Hinckeldey (1760-1835) et son épouse Christine von Cochenhausen (1775-1807), fille du général de division hessois Johann Friedrich von Cochenhausen (de) (1728-1793) et de Dorothea von Oberg. Son père est conseiller à la cour de Löwenstein-Wertheim et syndic du canton des chevaliers du Rhin moyen (de).

## Biographie
Hinckeldey entre dans la fonction publique prussienne en 1826 et devient d'abord évaluateur du gouvernement à Cologne et Liegnitz, puis conseiller du gouvernement. Il est transféré à Arnsberg et après avoir été conseiller gouvernemental principal à Mersebourg, il devient chef de la police de Berlin en 1848.
Hinckeldey est protégé de manière ostentatoire par Frédéric-Guillaume IV et est finalement nommé directeur général de la police en Prusse. Sur ordre du roi, il surveille le journal Kreuzzeitung, qui se développe bientôt en opposition personnelle. En tant que chef de la police, il doit affronter les forces démocratiques. D’autre part, il apporte de grandes contributions à la ville et à de nombreuses institutions et organismes caritatifs.
Il devient directeur général de la police et, en 1853, comme conseiller principal privé du gouvernement, chef du service de police au ministère de l'Intérieur. Là, il gagne toute la confiance du roi et peut se faire reconnaître parmi les citoyens. La noblesse, en revanche, ne s'entend pas avec lui car Hinckeldey maintient une stricte impartialité. En 1848, Hinckeldey ordonne le dénombrement des policiers à Berlin. Les numéros sont portés sur les hauts-de-forme qui font partie de l'uniforme.

## Intrigue de la noblesse
La position de Hinckeldey avec la noblesse devient de plus en plus tendue, de sorte qu'il est convenu dans les cercles militaires judiciaires de défier Hinckeldey en duel, dans lequel le directeur de la police doit rencontrer une mort certaine.
Karl August Varnhagen von Ense rapporte que M. von Rochow, von Prillwitz et un autre officier se sont engagés à utiliser des insultes pour forcer Hinckeldey à formuler une demande. La raison en était une cérémonie au cours de laquelle les gardes déclarent la présence de policiers inacceptable et exigent un « ticket d’entrée » à Hinckeldey. Un échange de paroles vif s'ensuit entre Hinckeldey et Hans von Rochow (de), qui est officier et député de la chambre des seigneurs de Prusse. Selon d'autres rapports, il soit entré en conflit avec l'un des membres lors de la fermeture d'un club de jeu aristocratique.
Il est rapporté que Hinckeldey formule cette demande dans l'attente certaine que le roi interdise la tenue du duel. Compte tenu du code d'honneur de l'époque, il ne reste guère d'alternative. S'il a accepté les insultes sans protester ou s'est limité à une protestation verbale, sa position publique soit devenue intenable.
Le matin même du duel, Hinckeldey aurait fait le guet pour trouver un aide de camp de Frédéric-Guillaume afin d'interdire le duel. Le roi ne réagit cependant pas. Il écrit à ce sujet le 2 avril 1856 à son ministre Ferdinand Otto von Westphalen : "Le reproche qui m'est fait à moi-même est toujours plus grand ; car je savais depuis plusieurs jours que l'on visait à tuer Hinckeldey, ou du moins j'avais l'excuse de pouvoir le croire. Mais ici, il fallait une procédure extrêmement délicate et pleine de tact pour ne pas établir irrémédiablement le soupçon déjà répandu que 'Hinckeldey ne pouvait pas sentir la poudre'. Cela, je l'avoue franchement, m'a rendu timide. Eh bien, Dieu en a décidé ainsi. L'affaire est irréparable, mais - la victoire de ses ennemis est à diminuer".
C'est ainsi que les choses prennent le cours prévisible : Von Rochow a tué Hinckeldey. Le médecin Ludwig von Hassel en est le témoin. "Rochow s'arrête sans être blessé, tandis que Hinckeldey a fait un mouvement à moitié circulaire, puis s'écroule dans les bras de Hassel et de Münchhausen, qui l'ont fait glisser doucement vers la terre". Rochow est condamné à quatre ans de prison, ce qui ne porte atteinte ni à son honneur ni à sa réputation. Au bout d'un an, il est gracié.
Hinckeldey est enterré avec tous les honneurs. Outre le prince Guillaume, le cortège funèbre est rejoint par cent mille citoyens de Berlin, qui oublient vite leur haine envers le redouté directeur de la police. Sa tombe se trouve au cimetière des paroisses Saint-Nicolas et Saint-Marie, sur la Prenzlauer Allee. Elle est dédiée comme tombe honorifique à la ville de Berlin depuis 1994.
Une croix en pierre se trouvait depuis 1856 sur le lieu du duel, à 300 mètres au nord de la maison forestière Königsdamm (à peu près : Heckerdamm / Kurt-Schumacher-Damm), elle se trouve depuis 1956 à la lisière est du Jungfernheide Volkspark (de). Le pont Hinckeldey, qui est initialement construit pour le Tegeler Weg sur le canal Hohenzollern, est adopté comme nom pour le pont autoroutier Kurt-Schumacher-Damm à Berlin-Charlottenbourg-Nord. La colonie d'arcades Hinckeldey au sud-est de la jonction Saatwinkler Damm de l'A 111 devient – justifié par la localisation du site du duel - nommé d'après lui.

## Écho littéraire
Theodor Fontane mentionne la croix commémorative dans sa nouvelle Errements et Tourments, où il laisse le protagoniste masculin Botho von Rienäcker passer cet endroit lors d'une promenade à cheval, ce qu'il profite pour réfléchir dans ses pensées sur les devoirs de la noblesse. Fontane dépeint Hinckeldey comme un noble conscient de sa classe mais aussi arrogant qui rejette brièvement et avec arrogance les objections de son subordonné de la classe moyenne au duel.

## Famille
Hinckeldey se marie avec Karoline von Grundherr (1813-1898), fille du forestier bavarois Christoph von Grundherr et Anna von Grundherr, à Hildburghausen en 1835. Le couple a trois fils et quatre filles dont :
- Friedrich (1853-1924), lieutenant général prussien
- Ida Louise Marianne Amalie (née le 8 novembre 1836 - 25 janvier 1867) mariée avec Friedrich Georg Christian von Werthern (née le 1er décembre 1833 - 21 octobre 1879)[16],[17]